# 吉田多孝
𠮷田 多孝（よしだ かずたか、1958年5月7日 - ）は、日本の実業家。広島県出身。株式会社ヤナセ代表取締役社長。

## 来歴
広島県出身。1977年修道高等学校卒業、1981年上智大学経済学部卒業、伊藤忠商事入社、自動車第三部自動車第十一課配属。デトロイト駐在、サンタローザ駐在、ヨハネスブルグ駐在を経て、2010年執行役員自動車・建機部門長。2016年取締役常務執行役員機械カンパニープレジデント。2018年からヤナセ代表取締役社長を務め、経営効率化を進めた。